# Tykev
Tykev (Cucurbita) je rod z čeledi tykvovité (Cucurbitaceae). Druhy a variety tykví, jako např. dýně, cuketa nebo patizon, se pěstují pro své plody jako plodová zelenina. Jedná se o jednoletou popínavou rostlinu původem z Latinské Ameriky. Do Evropy se dostala koncem 15. století v souvislosti se španělskými kolumbovskými výpravami.
Dýně je lidový název nejčastěji pro tykev obecnou (nazývanou také tykev turek nebo dýně obecná. latinsky: Cucurbita pepo, nejčastěji varieta pepo) nebo tykev velkoplodou (nazývanou také dýně velkoplodá, latinsky: Cucurbita maxima).